# Francesco Sasso
Francesco Sasso (né v. 1720 à Pieve di Teco et mort le 22 avril 1776 à Madrid) est un peintre italien du XVIIIe siècle. 

## Biographie
Professeur à l'Académie de Gênes en 1751, Francesco Sasso part peu après pour l'Espagne où il sera, à Madrid, professeur assistant à l'Académie San Fernando. Par la suite il sera chargé de l'éducation artistique (pintor de cámarra) de l'infant Louis Antoine d'Espagne (1727-1785), comte de Chinchon, fils de Philippe V d'Espagne et d'Élisabeth Farnèse.

## Œuvres
- L'Homme au tricorne ou Mendiant, Paris, musée du Louvre
- Deux mendiants, Madrid, palais de l'Escurial
- Plafonds allégoriques et des tableaux religieux à la Granja de San Ildefonse
- Une Réunion de mendiants, Madrid, musée du Prado
- Le Charlatan de village, Madrid, musée du Prado
- Le Mangeur d'asperges